# Fantastic Voyage (canción de David Bowie)
"Fantastic Voyage" es una canción escrita por el músico británico David Bowie y Brian Eno para el álbum de 1979, Lodger. Tiene casi exactamente la misma secuencia de acordes que "Boys Keep Swinging", del mismo álbum. Más tarde apareció como el lado B del sencillo "Boys Keep Swinging" en 1979.

## Versiones en vivo
- "Fantastic Voyage" fue interpretada por primera vez en la gira A Reality en 2003. De acuerdo al biógrafo Nicholas Pegg, "fue una buena elección tanto políticamente como estéticamente: en el clima global de la guerra de Irak y sus secuelas, los sentimientos expresados en 'Fantastic Voyage' nunca se vieron más adecuados".[2] Una actuación en noviembre de 2003 fue incluida en el álbum de 2010, A Reality Tour.[3]
- Fue una de las últimas canciones en ser interpretadas en concierto antes de retirarse de las presentaciones en vivo a finales de 2006 (junto con "Changes" y "Wild Is the Wind").[4]

## Otros lanzamientos
- La canción fue publicado como lado B del lanzamiento de sencillo de "Boys Keep Swinging" en abril de 1979.[1]
- La canción fue publicado como lado B del lanzamiento en Estados Unidos de "DJ" en julio de 1979.[5]
- La canción fue publicado como lado B del lanzamiento de "Peace on Earth/Little Drummer Boy" en noviembre de 1982.[6]
- La canción ha aparecido en numerosos álbumes compilatorios de Bowie:
  - iSelect (2008)
  - A New Career in a New Town (1977-1982) (2017)
- Fue publicada como un disco ilustrado en la caja recopilatoria Fashions.[7]

## Otras versiones
- La canción fue traducida a	Hebreo por el cantante israelí Noam Rotem en su álbum debut de 2004.[8]
- La banda de indie rock estadounidense Shearwater interpretó una versión de la canción en mayo de 2016 para la serie web de The A.V. Club, A.V. Undercover.[9]
- Mike Garson, Trent Reznor, y Atticus Ross interpretaron la canción en el concierto tributo vía livestream, A Bowie Celebration: Just For One Day en enero de 2021.[10]

## Créditos
- David Bowie – voz principal y coros, piano
- Dennis Davis – percusión
- George Murray – bajo eléctrico
- Sean Mayes – piano
- Simon House – mandolina
- Adrian Belew – mandolina
- Tony Visconti – coros, mandolina
- Brian Eno – ambient drone